# Padang Pandan
Padang Pandan is een bestuurslaag in het regentschap Bengkulu Selatan van de provincie Bengkulu, Indonesië. Padang Pandan telt 908 inwoners (volkstelling 2010).